# Stockmann
Pour les articles homonymes, voir Stockman.
Stockmann est une entreprise de grande distribution basée à Helsinki en Finlande.
Le groupe assure la grande distribution en Finlande, dans les pays Baltes, en Suède, en Norvège, en Islande, en Pologne, en Tchéquie, en Slovaquie, en Bosnie-Herzégovine, en Serbie, en Croatie et au Moyen-Orient.
La société a été membre de l'Association Internationale des Grands Magasins de 1950 à 2020,.

## Grands magasins
Stockmann a 8 grands magasins dont six en Finlande un en Estonie et un en Lettonie. 
Les 9 autres grands magasins de la marque Stockmann en Russie sont détenus et exploités par Reviva Holdings, sous franchise de Stockmann jusqu'en 2023.

### Finlande
- Grand magasin Stockmann du centre-ville d'Helsinki
- Itis, Helsinki
- Centre commercial Jumbo, Vantaa
- Centre commercial Ainoa, Espoo
- Tampere
- Turku

### Estonie et Lettonie
- Tallinn, Estonie
- Riga, Lettonie

### Russie
- Saint-Pétersbourg, Russie
- Moscou, Russie
- Kazan, Russie
- Iekaterinbourg, Russie
- Krasnodar, Russie

## Actionnaires
au 30 avril 2020, les premiers actionnaires de Stockmann sont:
| #  | Parts                                                      | Actionnaire | %     |
| -- | ---------------------------------------------------------- | ----------- | ----- |
| 1  | Konstsamfundet                                             | 9 820 898   | 13,63 |
| 2  | Varma                                                      | 7 060 957   | 9,80  |
| 3  | HC Holding Oy Ab                                           | 6 115 614   | 8,49  |
| 4  | Société de littérature suédoise en Finlande                | 5 473 564   | 7,62  |
| 5  | Niemistö Kari                                              | 3 168 650   | 5,83  |
| 6  | Etola                                                      | 1 996 767   | 4,24  |
| 7  | Folkhälsan Samfundet i Svenska Finland                     | 860 662     | 2,17  |
| 8  | Fond Jenny et Antti Wihuri                                 | 654 445     | 1,87  |
| 9  | Ilmarinen oy                                               | 191 438     | 1,65  |
| 10 | Folkhälsan i Svenska Finland rf Inez et Fond Julius Polins | 180 760     | 1,50  |
|    | Total [1-10]                                               | 40 918 406  | 56,79 |

## Galerie

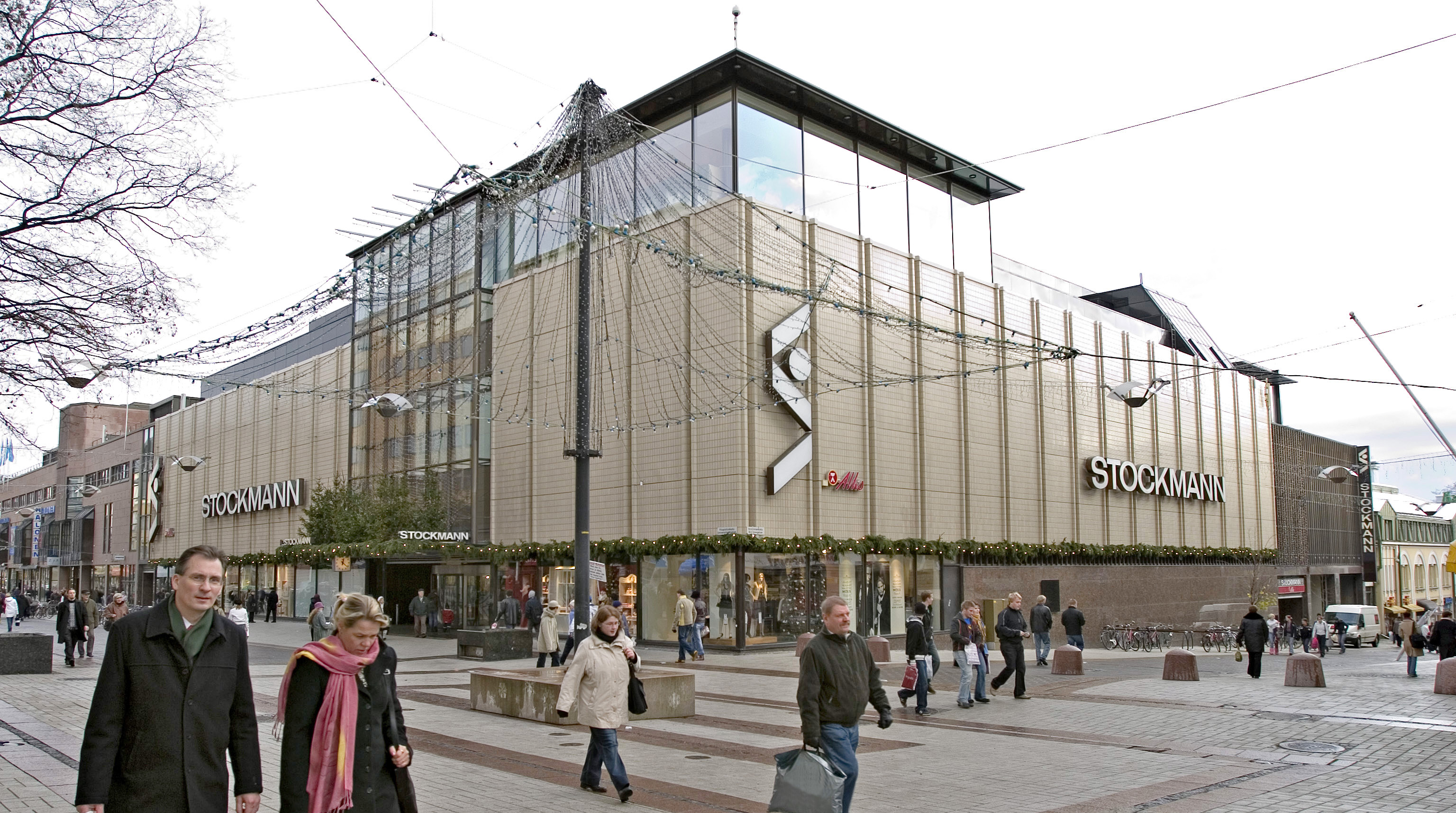
Turku
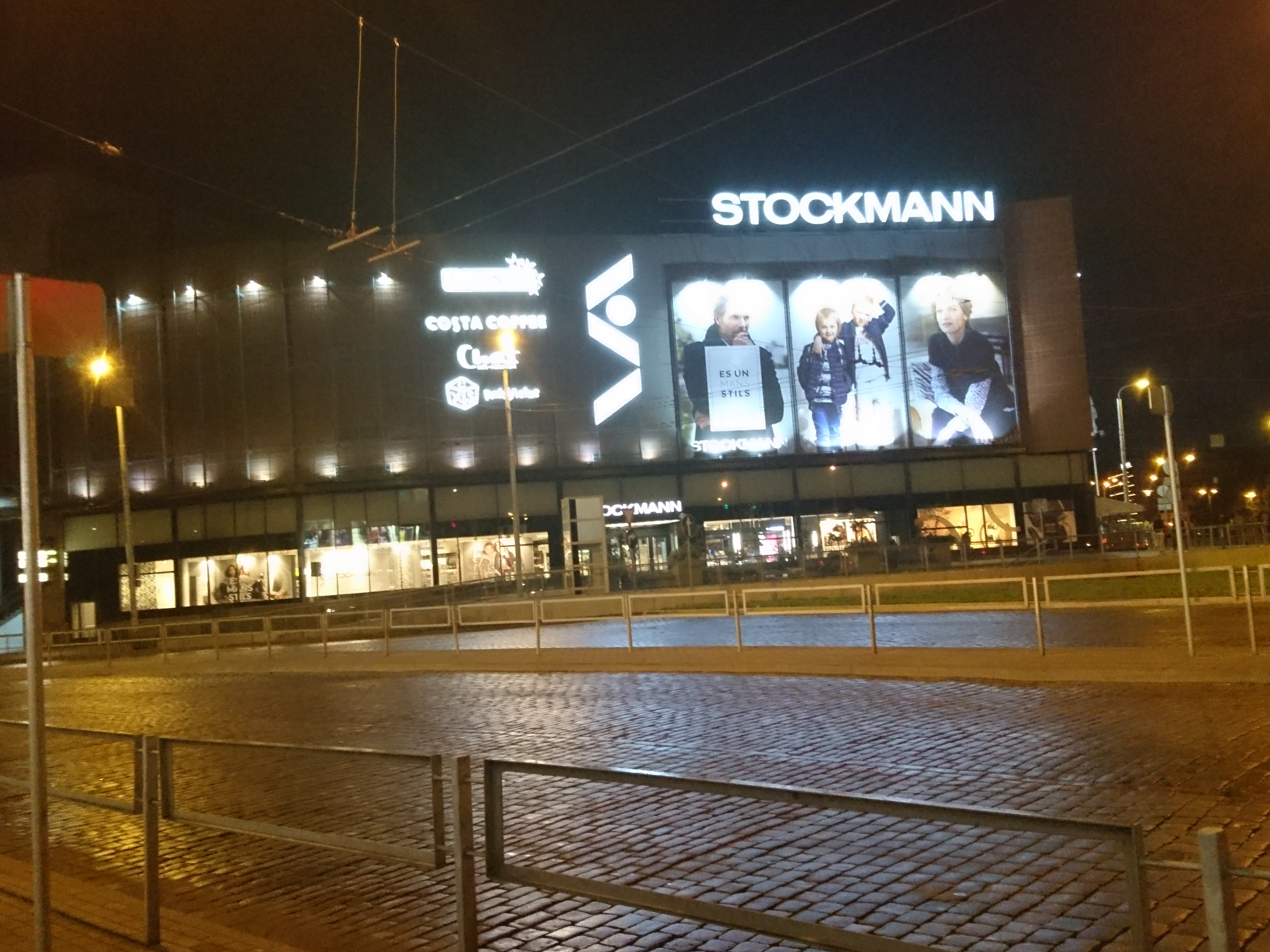
Riga
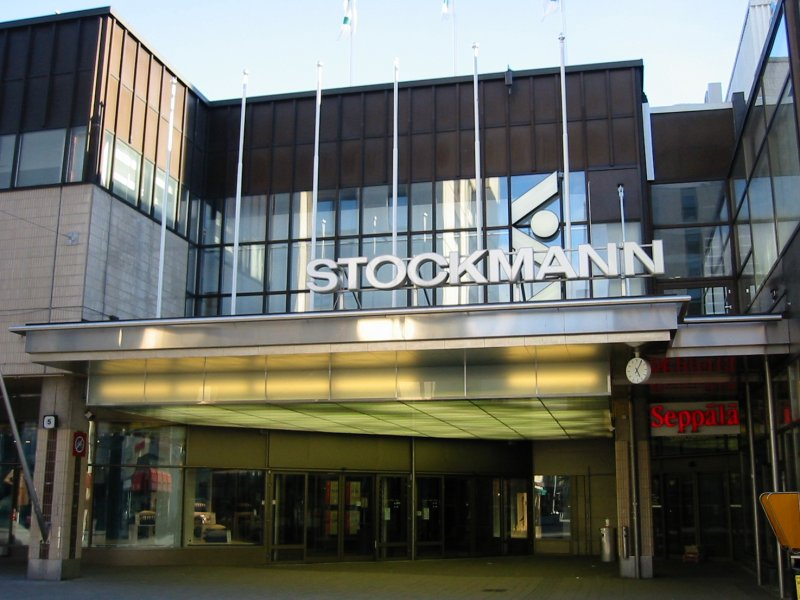
Tapiola
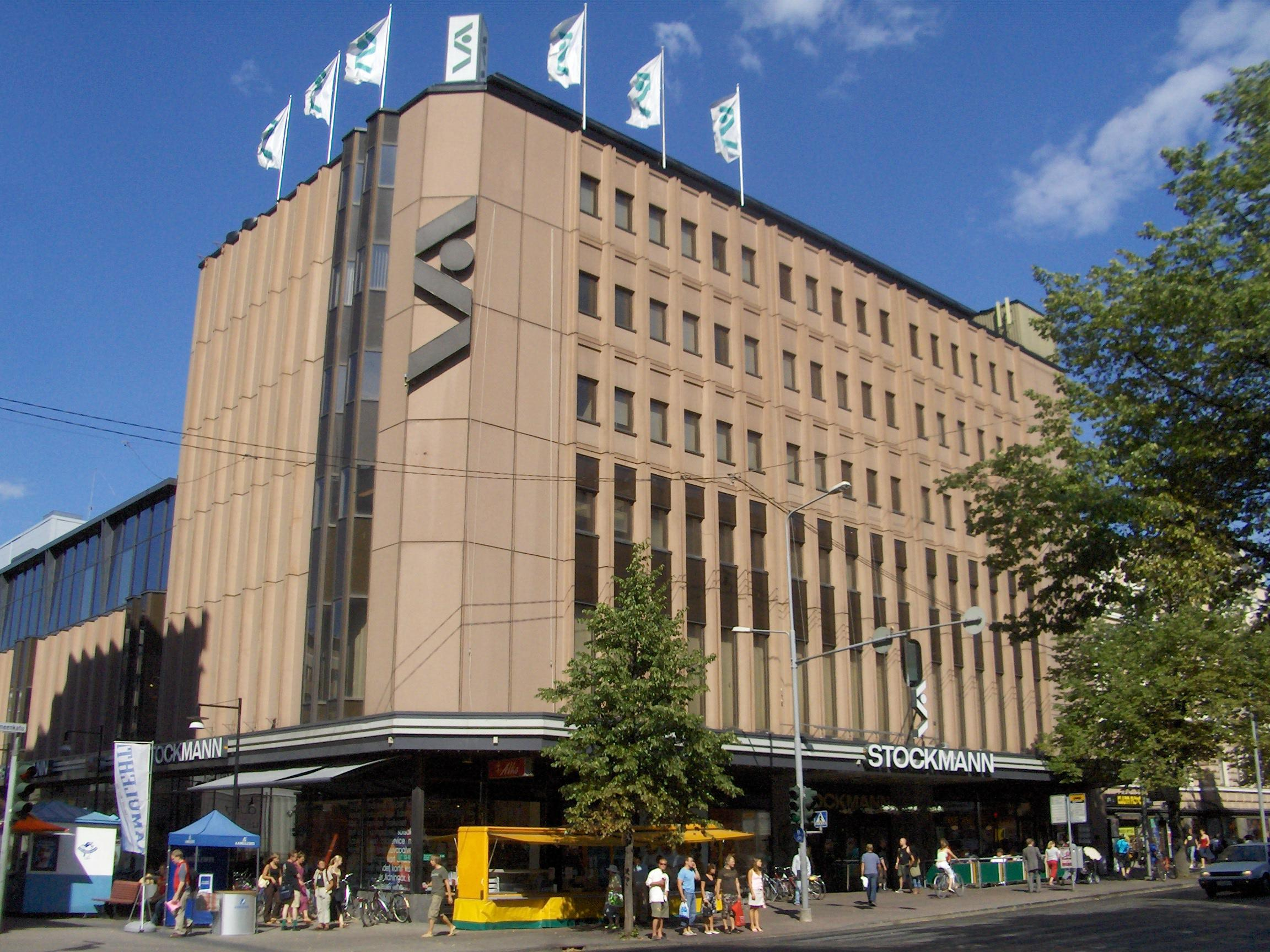
Tampere
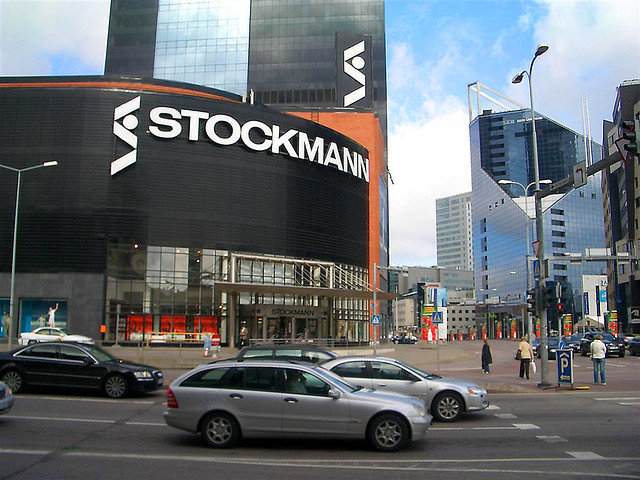
Tallinn
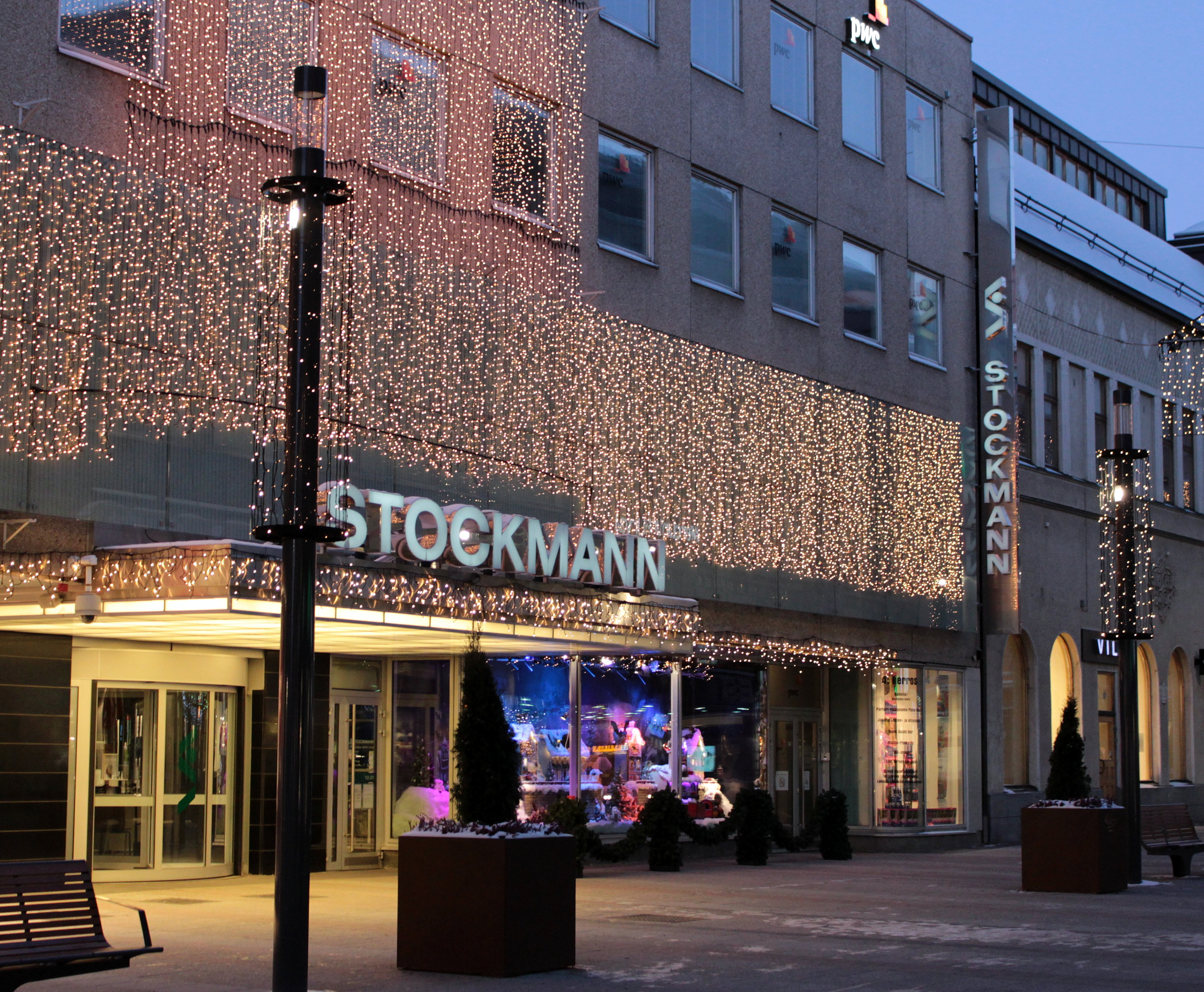
Oulu